# Chày cối

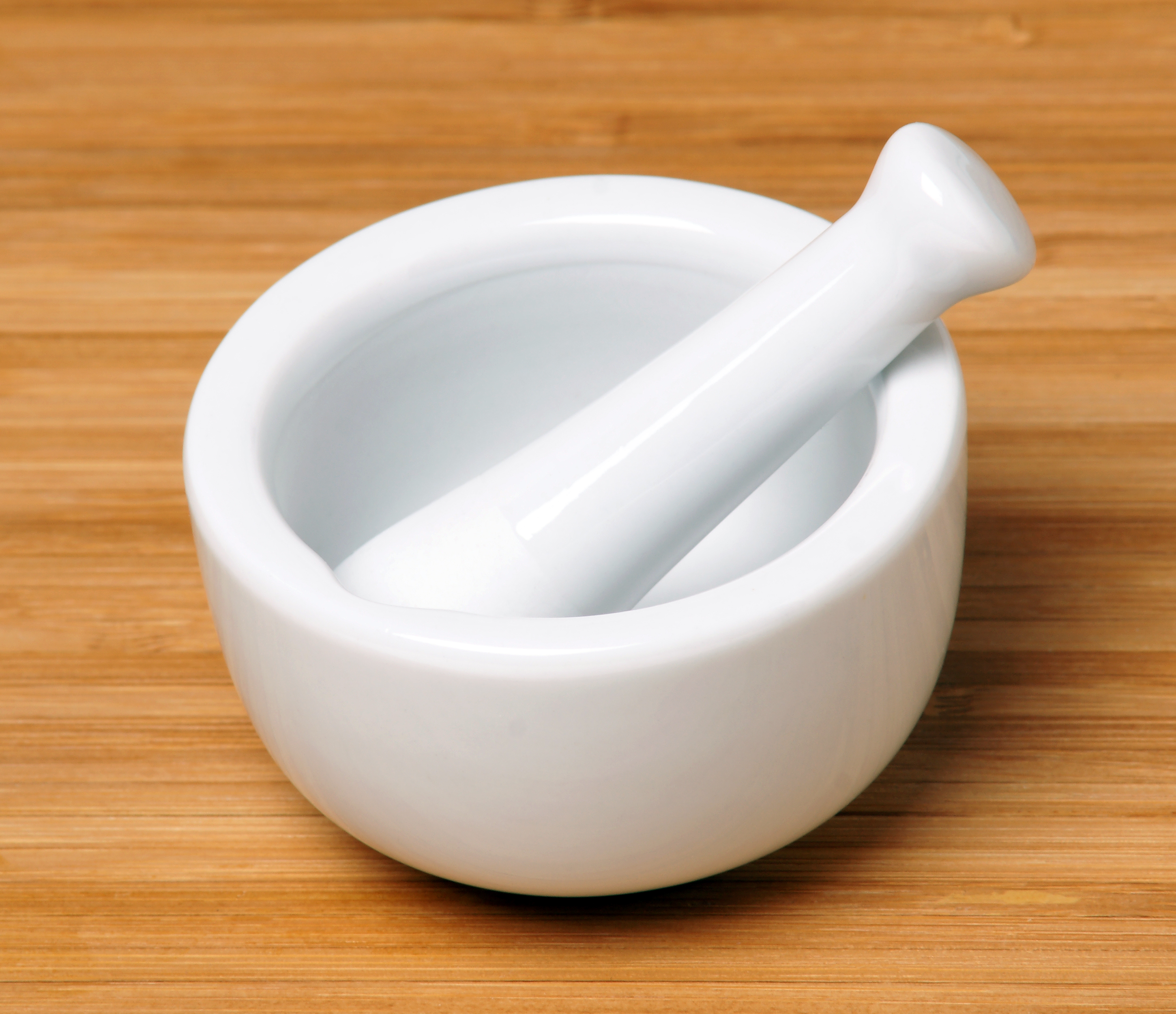
Chày cối

Chày cối là những dụng cụ dùng để giã nát một số thực phẩm và dược phẩm. Chày và cối thường được làm bằng đá hoặc gỗ cứng hoặc bằng sứ, sành. Chày hình gậy và nặng, đầu chày dùng để giã hoặc nghiền. Chất được nghiền được đổ vào cối và giã, nghiền hoặc trộn bằng chày. 
Chày cối được sử dụng để tách vỏ một số hạt ngũ cốc ra khỏi hạt, như giã lúa hoặc nếp thành gạo.